# Norges KFUK-KFUM
KFUK-KFUM Norge (Norges Kristelig Forening for Unge Kvinner – Kristelig Forening for Unge Menn) er en norsk, kristen bevægelse. KFUK-KFUM Norge er en del af de to verdensbevægelser YMCA (KFUM) og YWCA (KFUK) og en del af den europæiske YMCA-bevægelse YMCA Europe. Der er i Norge ca. 500 forskellige klubber med i alt 13.000 medlemmer. Disse klubber er fordelt over hele Norge. Norges KFUK-KFUM har desuden tilknytning til Norges KFUK-KFUM-speidere, som de deler ideologier med. Foreningerne har dog hver sin hovedbestyrelse og generalsekretær.

## Eksterne henviser
- Norges KFUK-KFUM officielle hjemmeside (norsk)